# Ralf Hütter

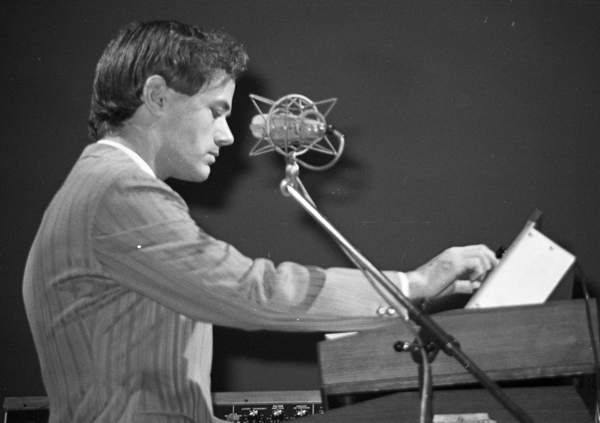
Ralf Hütter bei einem Konzert in Zürich, 1976.

Ralf Hütter bei einem Konzert in Düsseldorf in der Kunstsammlung Nordrhein-Westfalen, 2013

Ralf Hütter (* 20. August 1946 in Krefeld) ist ein deutscher Musiker und Gründungsmitglied der Gruppe Kraftwerk.

## Leben
Über die Kindheit von Hütter (manchmal auch: Hutter) ist wenig bekannt. Sein Vater war womöglich Arzt oder Textilkaufmann: „Ralfs Vater war Textilkaufmann in Krefeld und meiner Meinung nach ziemlich reich“, sagte Kommilitone Eberhard Kranemann.
Seine weiterführende Ausbildung erhielt er in seiner Heimatstadt am Moltke-Gymnasium und am Fichte-Gymnasium, wo er 1965 der dort ansässigen Studentenband The Quartermasters beitrat. Nach dem Abitur nahm er Architekturunterricht an der Akademie Remscheid für kulturelle Bildung in Küppelstein. Anschließend studierte Hütter Musik an der Robert-Schumann-Hochschule Düsseldorf, wo er bei Improvisationskursen Florian Schneider-Esleben kennenlernte. Ende 1970 schloss er sein Architekturstudium an der RWTH Aachen in Aachen ab, wofür er Kraftwerk für einige Monate verließ.
Er beschreibt seine musikalischen Interessen als „aus einem bürgerlichen Umfeld stammend“ mit Klavier- und Flötenunterricht sowie Musikkursen.
Hütters Musikgeschmack orientiert sich mehr an Filmmusik, klassischer Musik, deutscher elektronischer Musik – darunter die Komponisten Karlheinz Stockhausen und Oskar Sala – als an Popmusik. „Die Gitarre hat in unserem musikalischen Konzept nie eine Rolle gespielt.“
Mit Kraftwerk rebelliert Hütter gegen die angelsächsische Vorherrschaft der Popmusik, genau wie Zeitgenossen wie Can, Neu! und Faust. Mit Schneider führt Hütter die Entwicklung der Musik als „Gesamtkunstwerk“ fort, in dem nicht nur Musik, sondern auch Bild, Design und Live-Auftritte Teil eines Konzepts sind. „Bereits in den späten Sechzigern haben wir Bilder gemacht, die unsere eigene Musik begleiteten. Fotos, Zeichnungen, Dias. Wir nannten es ‚kling klang Bilder‘. Später kamen 16-mm-Filme hinzu. Alle Bilder, die wir im Laufe der Jahre gemacht haben, wurden konvertiert. Wir haben das digitale Umfeld in den letzten Jahren sehr gut kennengelernt und konnten so auf vielfältige Art und Weise mit ihnen zusammenarbeiten.“
„Es gehört untrennbar zusammen. Das deutsche Wort, das ich für unsere Musik gerne verwende, ist ‚Gesamtkunstwerk‘. Natürlich kann man die Augen schließen und einfach nur der Musik lauschen, aber im Grunde geben wir einem die Bilder, die wir selbst hinzufügen.“
Ab 1965 spielt er verschiedene Instrumente, darunter Orgel in der Studentenband The Quartermasters, die Coverversionen von Spotnik, The Shadows, The Beatles und The Rolling Stones spielt. Hütter wechselte zur Coverband The Phantoms, die im Januar 1967 als Support-Act für The Kinks spielte, als diese in Krefeld spielten. Im Februar desselben Jahres belegte die Band den zweiten Platz in der nordrhein-westfälischen Beatmeisterschaft. Die Band begann dann, Blues-Cover zu spielen und änderte ihren Namen nacheinander in Ramba Zamba Blues Band und 1968 in Bluesology.
1968 verließ Hütter die Band und gründete mit seinem Kommilitonen Schneider die „Organisation zur Verwirklichung gemeinsamer musikalischer Konzepte“, eine „Studentenband mit offenen Strukturen“. Hütter spielt Keyboard und Schneider Flöte. Über das Treffen sagte Hütter 1976: „Wir waren Einzelgänger, Singles. Herr Kling und Herr Klang.“
Die resultierenden Testaufnahmen wurden später in Großbritannien unter dem Gruppennamen „Organisation“ als Tone Float veröffentlicht. Aus dieser Formation ging die Düsseldorfer Musikgruppe Kraftwerk hervor. 
Bei Kraftwerk spielte er zuerst Orgel und Perkussionsinstrumente, später die Tasteninstrumente und alle Arten elektronischer Klangerzeuger. Die Gruppe entwickelte sich zu einer der einflussreichsten und bekanntesten deutschen Musikformationen und gelangte zu Weltruhm. Später wurde auf Schallplattencovern sein Nachname zwecks besserer internationaler Vermarktung in „Hutter“ abgeändert.
Ralf Hütter führt bei Kraftwerk die Interviews mit der Presse.
Bei fast allen Studio-Aufnahmen und auf der Bühne ist Ralf Hütter für den (menschlichen) Gesangspart zuständig. Ralf Hütter ist engagierter Radsportler und Vegetarier.